# Producción de caña blanca en Paraguay
La producción de caña blanca en Paraguay, estuvo siempre desvinculada de la producción de caña de azúcar, es decir, la caña paraguaya fue desde el inicio un producto genuino de la caña de azúcar y no un subproducto de la industria azucarera.
La experiencia en la elaboración de aguardiente en Paraguay, va de la mano con la introducción de azúcar a la región, en la época de la colonización española. Así relata los informes de los sacerdotes jesuitas en sus notas a la metrópoli, desde sus misiones en nuestro territorio, en la primera mitad del siglo XVIII.

## Historia
La caña es un producto propiamente paraguayo, que ya era fabricado en tiempos de los jesuitas. Las primeras reglamentaciones y estudios realizados datan de 1938, cuando la caña paraguaya es definida como el producto obtenido de la miel de caña, convenientemente fermentada y destilada a 50 °GL a 15 °C.
En 1944, Juan de la Cruz Villasanti presenta un trabajo sobre caña como tesis para optar por el título de Doctor en Química y Farmacia. En 1945, el Dr. Rogelio G. Bozzano presenta su Final report (informe final), elaborado en Washington D. C., y en 1947 escribió La caña paraguaya producida con un cultivo puro de levadura.
En 1947 el Dr. Isidro Ferrer escribe en la revista de la facultad «Industria de la caña paraguaya». También de esa época es el trabajo de César Samaniego «Caña de azúcar y caña paraguaya». En los años setenta aparecieron artículos escritos por el Dr. Rogelio G. Bozzano y el Ing. Marcos Riera Ferraro, se elaboraron las normas paraguayas de caña, publicados por el Instituto Nacional de Tecnología y Normalización en septiembre de 1977, como resultado de un trabajo conjunto de los profesionales del INTN, el Ministerio de Industria y Comercio la Oficina Química Municipal, la APAL (Administración Paraguaya de Alcoholes), CICAL (Centro de Industriales de la Caña y del Alcohol) y la Asociación de Fraccionadores.
En 1994, en la Facultad de Ciencias Químicas se inicia el proyecto «Hacia el mejoramiento de la calidad de la caña paraguaya (1.ª parte)», financiado con el Fondo Central de Investigación de la Universidad Nacional de Asunción, donde se realiza un relevamiento de las plantas industriales existentes en el país, caracterizando la caña producida por medio de la Revista de Ciencia y Tecnología, Dirección de Investigaciones (UNA 80) análisis de los caracteres órganolépticos y midiendo por cromatografía gaseosa la composición química. Luego prosigue el proyecto en su 2.ª parte donde se estudian las variables que intervienen en la etapa de fermentación, cuyos resultados obtenidos son utilizados en el proyecto en su 3.ª Parte, donde se estudian las variables que intervienen en el proceso en la etapa de destilación.

## Proceso de elaboración de la caña blanca y alcohol etílico
La caña se obtiene por destilación de diversos productos fermentados de la caña de azúcar (Saccharum officinarum).
Las mezclas más usadas en su elaboración son; melaza y agua.
El proceso se inicia con la cosecha de la caña de azúcar de variedades exclusivas de cañicultores:
1. El proceso de molienda de la caña de azúcar se divide en dos partes:
  1. El rompimiento de las estructuras duras y las células.
  2. La verdadera molienda de la Caña de Azúcar.
  3. La preparación de la Caña de Azúcar se lleva a cabo de varias maneras:
  4. Mediante cuchillas giratorias que cortan las cañas en trozos, pero no extraen el jugo.
  5. Con desfibradoras, que reducen la caña a tiras sin extraer el jugo.
  6. Por medio de desmenuzadores que quiebran y aplastan la caña y extraen una gran parte del jugo.
2. Posteriormente se realiza el estrujado de la caña de azúcar obteniéndose el mosto, que es filtrado y reducido a fuego directo en pailas abiertas a temperatura que alcanzan 106 °C, hasta conseguir un estado de miel.
3. Esta melaza, que contiene alrededor de un 5% de azúcar, es fermentada y destilada obteniéndose así la caña blanca.
4. El azúcar que se encuentra en la melaza, hace que la caña conserve el sabor original del material crudo. La sacarosa en el jugo y la celulosa en la fibra, son los principales constituyentes químicos de la caña de azúcar.
5. Para producir caña blanca: el añejamiento se consigue en la permanencia de los alcoholes nobles y en el agregado de agua, desmineralizando para reducir a 60 °C GL.
  1. Para obtener alcohol etílico, consiste en el desdoblamiento de azúcares en alcohol, a través de agentes de fermentación que son las levaduras.
6. El desdoblamiento de azúcares en alcohol, se produce con la descomposición de los azúcares o sacarosa en sus dos hexosas (fructosa y glucosa), que son azúcares más simples, como muestra la reacción.
  1. C12H22O11 + H2O inversión (ácido) C6H12O6 + C6H12O6.
  2. Sacarosa, agua, fructosa, glucosa
  3. Estas hexosas, por acción de la levadura produce la fermentación para la producción del alcohol etílico, liberando gas carbónico y calor.
  4. C6H12O6 + levadura --------- 2C2H5OH + 2 CO2 + kcal.
  5. Hexosa etanol gas carbónico calor

## Diseño de las etapas del proceso de elaboración
- Caña de azúcar
- Molienda
- Mosto
  - Evaporación
- Miel
- Dilución y fermentación
- Guarapo
  - Destilación
- Caña blanca

## Áreas cultivadas
La producción de caña dulce en los departamentos alcanza proporciones sorprendentes y en especial en el departamento de Guaira, lugar de mayor producción. Los ingenios o fábricas procesadoras de la caña dulce no solo reciben o acopian la materia prima de los departamentos, como Paraguarí, Caazapá, Caaguazú y Cordillera.
En el período 2000-2001, en el departamento de Guairá la producción por toneladas ascendió a 880.000; esto corresponde a una extensión de tierra cultivada de 22.000 ha.
Entre los distritos del departamento del Guairá en donde la cantidad de superficie sembrada es del 60% y más, figuran Mauricio José Troche, Borja, Itapé, Iturbe, Félix Pérez Cardozo, y Mbocayatý.
Esto tiene sus consecuencias en la población guaireña, a tal punto que el 58% de la misma se ve afectada por este rubro. Afectada quiere decir en este caso que trabaja en la finca o chacra, es dueño de la finca; es transportista o fletero; o que es obrero de la fábrica.
Otros departamentos realizan el cultivo de la caña de azúcar, encargadas de suministrar a las instituciones para utilización de las mismas, a los efectos de elaborar, ya sea caña blanca, alcohol etílico y/o etanol para el biocombustible.

## Lugares de suministro de caña de azúcar
Departamentos
- Cordillera (506 ha)
- Caazapá (364 ha)
- Guairá (202 ha)
- Paraguarí (334 ha)
- Central (188 ha)
- Caaguazú (146 ha)